# Terri Lyne Carrington
Pour les articles homonymes, voir Carrington.
Terri Lyne Carrington, née le 4 août 1965 à Medford dans le Massachusetts, est une batteuse de jazz, compositrice et productrice de musique américaine. Elle a joué aux côtés de grands musiciens comme Dizzy Gillespie, Stan Getz, Clark Terry, Wayne Shorter, Joe Sample, Al Jarreau, les Yellowjackets. Elle a participé à toutes les formations de Herbie Hancock entre 1997 et 2007.
Depuis 2007, elle est également professeur au Berklee College of Music de Boston, où elle a reçu le titre de Docteur honoris causa en 2003.

## Biographie

### Jeunesse et formation
À l'âge de sept ans, Terri Lyne Carrington reçoit en cadeau la batterie de son grand-père Matt Carrington, qui avait joué avec Fats Waller et Chu Berry.
Après trois années d'enseignement privé, elle est rapidement considérée comme un prodige, et quand elle a 10 ans, elle est la plus jeune personne à recevoir la union card à Boston. Elle a l'occasion de jouer au Wichita Jazz Festival avec le trompettiste Clark Terry. À onze ans elle reçoit une bourse d'études du Berklee College of Music, où elle prend des cours de piano et de solfège une fois par semaine. L'année suivante, elle est sélectionnée par le réseau de télévision PBS pour participer à l'émission biographique Rebop (en).
Elle prend par ailleurs des cours avec le batteur Alan Dawson, professeur de batterie de Tony Williams, Steve Smith, et Jeff « Tain » Watts, et à 17 ans enregistre l'album TLC and Friends aux côtés du pianiste Kenny Barron, et de Buster Williams, George Coleman, et son père le saxophoniste amateur Sonny Carrington.
Pendant ses études secondaires, elle donne des cours de perfectionnement dans plusieurs collèges et lycées américains. Après le lycée, elle continue ses études à Berklee pendant trois semestres pour apprendre les arrangements et la composition, et joue avec de nombreux musiciens parmi lesquels Kevin Eubanks, Branford Marsalis et Greg Osby. Elle sort diplômée de Berklee en 1983

### Carrière en tant qu'accompagnatrice

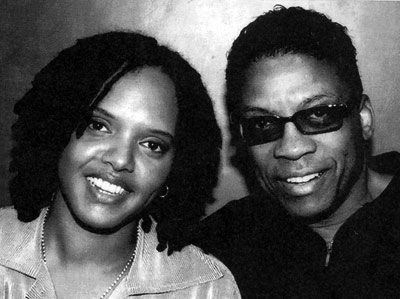
Terri Lyne Carrington et Herbie Hancock.

Après ses études, en 1983, sur les conseils de son mentor Jack DeJohnette, Terri Lyne Carrington s'installe à New York, où elle travaille avec Stan Getz, James Moody, Lester Bowie, Pharoah Sanders, Cassandra Wilson, David Sanborn, et de nombreux autres musiciens à l'occasion de ses sessions en clubs.
Elle déménage à Los Angeles à la fin des années 1980 où sa participation comme batteur à l'émission de variétés The Arsenio Hall Show lui donne une certaine notoriété, expérience renouvelée quelques années plus tard dans l'émission Vibe animée par Sinbad.
À partir de la fin des années 1980, elle est une musicienne très prisée. Alors qu'elle n'a pas encore 30 ans, elle participe notamment aux tournées de Wayne Shorter et Herbie Hancock. Elle joue avec de nombreux autres musiciens, lui permettant de jouer différents styles de jazz, du traditionnel à l'avant-garde jazz, de pop, de funk ou de rock : Al Jarreau, Stan Getz, Woody Shaw, Clark Terry, Diana Krall, Cassandra Wilson, Dianne Reeves, James Moody, Yellowjackets ou encore Esperanza Spalding. En 1998, elle participe à l'album de Herbie Hancock Gershwin's World.
En septembre 2022 parait Live at the Detroit Jazz Festival, un album enregistré en 2017 par quartet de Wayne Shorter, avec Carrington, Esperanza Spalding et Leo Genovese. Le concert, très spontané, est dédié à la pianiste Geri Allen, décédée peu de temps auparavant et qui aurait dû être sur scène

### La leadeuse
Son premier album Real Life Story sort en 1989, il est nommé au Grammy Award de la meilleure interprétation de jazz fusion.
Elle sort Jazz is a Spirit en 2002, et commence à se produire plus régulièrement en tant que leadeuse. Deux ans plus tard paraît Structure, pensé avec le saxophoniste Greg Osby, qui partage son goût pour le funk et le post-bop.
The Mosaic Project, un album avec un ensemble entièrement féminin, paraît en 2011. Enregistré notamment avec Cassandra Wilson, Dianne Reeves et Dee Dee Bridgewater, il reçoit le Grammy Award du meilleur album de jazz vocal. En 2015 parait une suite à cet album, Mosaic Project: Love and Soul.
En 2013, elle est la première femme à recevoir le Grammy Award du meilleur album de jazz instrumental pour l'album Money Jungle: Provocative in Blue. Il s'agit d'une réinterprétation de l'album de Duke Ellington Money Jungle, sur lequel il est accompagné par Charles Mingus et Max Roach. Terri Lyne Carrington est quant à elle en compagnie de Christian McBride et Gerald Clayton, avec quelques invités comme Clark Terry, Robin Eubanks ou Lizz Wright. 
Elle monte le projet Terri Lyne Carrington and Social Science, avec Aaron Parks et Matthew Stevens; leur premier album Waiting Game sort en novembre 2019. Il est inspiré par les changements sociaux et politiques : surpopulation carcérale, violences policières, homophobie, situation des Natifs Américains, prisonniers politiques ou inégalités hommes-femmes. Il intègre des éléments de R&B, d'indie-rock ou de hip-hop. L'album est salué par la critique, et remporte plusieurs récompenses.

### New Standards
En 2018, elle fonde l'Institut pour le jazz et la justice de genre au Berklee College of Music. Quand elle propose à des étudiants qu'ils jouent des morceaux composés par des femmes, elle réalise qu'il n'y en a qu'un seul dans tout le Real Book, ce qui confirme pour elle l'importance de son institut,.
Dans les années qui suivent, elle cherche des morceaux écrits par des femmes (Lil Hardin Armstrong, Mary Lou Williams, Alice Coltrane, Anat Cohen, Abbey Lincoln, Gretchen Parlato, Carla Bley…), compilés dans le recueil New Standards, publié par Hal Leonard en septembre 2022,. Son ambition est d'enregistrer les 101 pièces du recueil.
Elle publie un premier album en 2022, New Standards Vol. 1, en compagnie notamment d'Ambrose Akinmusire, de Ravi Coltrane, de Samara Joy, de Julian Lage, de Dianne Reeves, ou de Nicholas Payton, sur lequel on trouve 11 de ces compositions. L'album est salué par la critique,,, et reçoit le Grammy Award du meilleur album de jazz instrumental en 2023.

### Enseignement
Après y avoir donné des workshops dès 2005, Terri Lyne Carrington enseigne au Berklee College of Music de Boston depuis 2007, où elle fonde l'Institut pour le jazz et la justice de genre,. Elle est directrice artistique des classes d'été à Berklee.

### Autres fonctions
Elle est directrice artistique de la fondation caritative Carr Center,.

## Récompenses

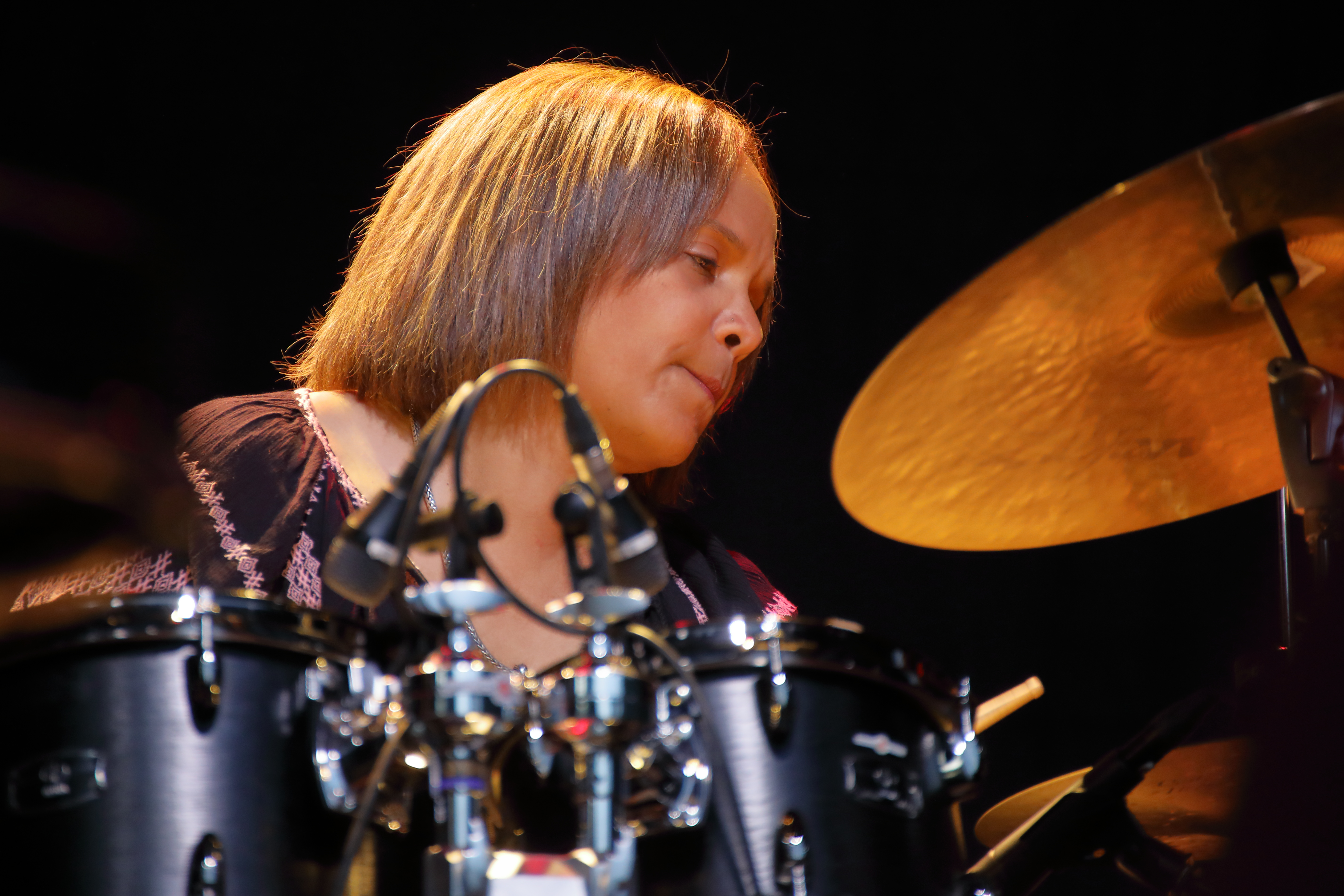
Terri Lyne Carrington en 2019.

Terri Lyne Carrington a reçu de nombreux prix au cours de sa carrière.

### Récompenses obtenues
- 1988 et 1989 : Boston Music Awards (en)
- 2003 : doctorat honoris causa au Berklee College of Music[2]
- 2012 : Grammy Award du meilleur album de jazz vocal pour l'album The Mosaic Project
- 2013 : Grammy Award du meilleur album de jazz instrumental pour l'album Money Jungle: Provocative in Blue
- 2019 : Coup de cœur Jazz et Blues de l'Académie Charles-Cros pour Waiting Game, annoncé le 14 janvier dans l’émission Open Jazz d’Alex Dutilh sur France Musique[14]
- 2019 : Doris Duke Performing Artist Award (en)
- 2021 : NEA jazz master[4]
- 2023 : Grammy Award du meilleur album de jazz instrumental pour l'album New Standards Vol. 1[7]
- doctorat honoris causa de la Manhattan School of Music[4]

### Nominations
- 1989 : NAACP Image Awards[réf. souhaitée]
- 1989 : Grammy Award de la meilleure interprétation de jazz fusion pour l'album Real Life Story
- 2020 : Grammy Award du meilleur album de jazz instrumental pour l'album Waiting Game
- 2023 : Grammy Award du meilleur album de jazz instrumental pour l'album Live at the Detroit Jazz Festival avec Wayne Shorter
- 2023 : « outstanding vocal jazz album » aux NAACP Image Awards pour New Standards Vol. 1[15]

## Style
Terri Lyne Carrington est une des premières batteuses importantes du jazz. Son style de jeu funky est souvent imité.
En dehors du jazz, elle mêle son jeu de batterie à de nombreux styles de musique : soul, rock, blues ou classique contemporain.

## Discographie

### En tant que leader
- 1981 : TLC and Friends (CEI Records)
- 1989 : Real Life Story (Verve Forecast)
- 2002 : Jazz is a Spirit (ACT Records)
- 2009 : More to Say… (Real Life Story: NextGen) (E1 Entertainment)
- 2011 : The Mosaic Project (Concord Jazz)
- 2013 : Money Jungle: Provocative in Blue (en) (Concord Jazz)
- 2015 : The Mosaic Project: Love and Soul (Concord Records)
- 2019 : Waiting Game, Terri Lyne Carrington and Social Science (2CD, Motéma Music)
- 2022 : New Standards Vol. 1 (Candidrecord)

### En tant que coleader
- 2004 : Structure (en), Terri Lyne Carrington, Adam Rogers, Jimmy Haslip, Greg Osby (ACT)
- 2005 : Onetake, Vol. Two, Terri Lyne Carrington, Robi Botos, Phil Dwyer, Marc Rogers (Alma Records)
- 2010 : Impressions of Curtis Mayfield, avec Jazz Soul Seven (Terri Lyne Carrington, Russ Ferronte, Master Henry Gibson, Bob Hurst, Wallace Roney, Phil Upchurch et Ernie Watts) (BFM Jazz)
- 2013 : Live at Müpa, Béla Szakcsi Lakatos, Chris Potter, Reginald Veal, Terri Lyne Carrington (Budapest Music Center Records)
- 2016 : Perfection (en), Murray, Allen & Carrington Power Trio (Motéma)

### En tant qu'accompagnatrice

#### AvecGreg Osby
- 1986 : Greg Osby and Sound Theatre (en) (JMT)
- 2000 : The Invisible Hand (Blue Note)

#### AvecDianne Reeves
- 1988 : The Nearness of You (Blue Note)
- 1991 : I Remember (Blue Note)
- 1994 : Art & Survival (EMI Records)
- 1994 : Quiet After The Storm (Blue Note)
- 1997 : That Day… (Blue Note)
- 1999 : Bridges (Blue Note)
- 2012 : Beautiful Life (Concord Records)

#### Avec Niels Lan Doky
- 1988 : The Truth - Live At Montmartre (Storyville)
- 1989 : Daybreak (Storyville)
- 1998 : Niels Lan Doky (Verve Forecast)

#### AvecCassandra Wilson
- 1988 : Blue Skies (JMT)
- 1995 : Songbook (JMT)
- 2002 : Sings Standards (Verve Records)
- 2003 : Glamoured (Blue Note)
- 2009 : Closer to You: The Pop Side (Blue Note)

#### AvecWayne Shorter
- 1988 : Joy Ryder (en) (CBS)
- 1995 : High Life (en) (Verve Records)
- 2003 : Alegría (Verve Records)
- 2022 : Live at the Detroit Jazz Festival, Wayne Shorter, Terri Lyne Carrington, Leo Genovese, Esperanza Spalding (Candid)

#### AvecHerbie Hancock
- 1998 : Gershwin's World (Verve Records)
- 2001 : In Concert (DVD, Image Entertainment)
- 2002 : Future 2 Future - Live (DVD, Columbia)
- 2008 : Watermelon Man (Tokyo 2005) (DVD, Jazz Door)
- 2019 : Traumzeit Festival 2003, Herbie Hancock/Bobby Hutcherson Quartet (Headless Hawk)

#### AvecTineke Postma
- 2005 : For The Rhythm (Munich Records)
- 2006 : A Journey That Matters (Foreign Media Jazz)
- 2009 : The Traveller (T2 Entertainment)